# Estiércol

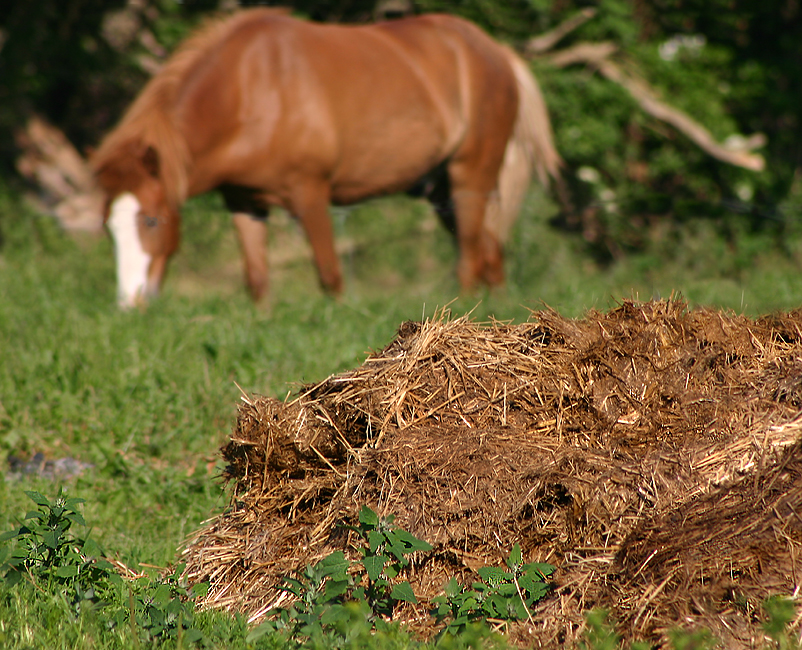
El estiércol es, a veces, una mezcla de heces y la paja destinada a la cama para los animales.

Se llama estiércol a los excrementos de animales que se utilizan para fertilizar los cultivos. En ocasiones el estiércol está constituido por más de un desecho orgánico, como por ejemplo excrementos de animales y restos de las camas, como sucede con la paja. El lugar donde se vierte o deposita el estiércol es el estercolero.
En agricultura se emplean principalmente los desechos de oveja, de ganado vacuno, de caballo, de gallina (gallinaza). Antaño, también el de paloma (palomina). Actualmente se usa también el de murciélago.
El estiércol de cerdo proveniente de granjas o de bovino originado de lecherías tiene consistencia líquida y se denomina purín.
Con los abonos sintéticos, los estiércoles dejaron de emplearse bastante en la agricultura convencional, aunque ahora la agricultura ecológica los recupera por su valor ya que no solo proporcionan nutrientes al suelo sino que aportan materia orgánica y favorecen la presencia de microorganismos del suelo, responsables de la fertilidad de la tierra. El estiércol es la base del compost o también llamado mantillo en la agricultura ecológica.

## Tipos de estiércol

### Estiércol de ganado bovino

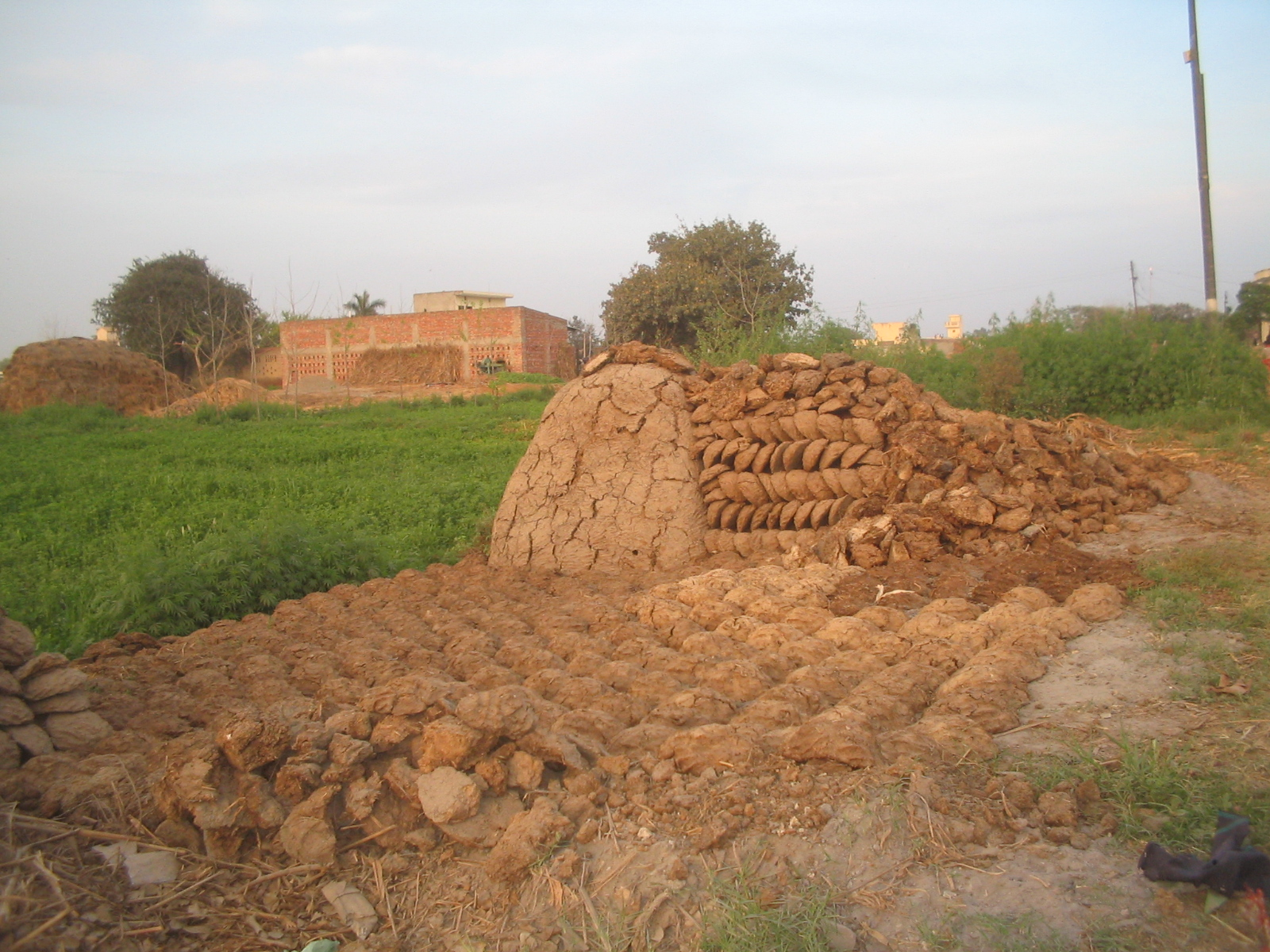
Estiércol seco de vaca usado como combustible.

Este estiércol es el más importante y el que se produce en mayor cantidad en los lugares rurales. Conviene a todas las plantas y a todos los suelos, da consistencia a la tierra arenosa y móvil, ligereza al terreno gredoso y refresca los suelos cálidos, calizos y margosos. De todos los estiércoles es el que obra más largo tiempo y con más uniformidad. La duración de su fuerza depende principalmente del género de alimento dado al ganado que lo produce. El mejor estiércol es el que es suministrado por las bestias del cebadero que reciben en general un buen alimento son todos lindos

### Estiércol de carnero castrado
Este es uno de los abonos más activos. Es más peco y más caliente que el otro lo que lo hace ventajoso a los suelos fuertes y fríos, a los que adelgaza y favorece, desecándolos. La pajaza por su naturaleza y la cantidad de paja empleada en su formación influye mucho sobre la acción de este. Su efecto es más pronto, pero de menos larga duración que el del otro ganado. Los trigales abonados con estiércol de carnero castrado son muy propensos a viciarse. Es más ventajoso a la colza, al nabo, al tabaco o la col, al cáñamo, etc. La cebada estercolada con estiércol de carnero castrado produce menos almidón y sus granos germinan con irregularidad. Al cervecero no le agrada esta calidad de cebada. Con este abono la remolacha encierra menos azúcar que con el estiércol del ganado vacuno. Estercolada por el carnero castrado, la tierra merece generalmente ser recomendada; por este medio, los excrementos de estos animales están menos expuestos a enmohecerce, y las partículas volátiles que se desprenden se fijan en la tierra en lugar de perderse.
El trabajo necesario para trasportar la tierra destinada a este objeto se encuentra bien compensado por la producción de un estiércol mejor y en mayor cantidad. La majada de carneros castrados es igualmente un buen medio de dar a los campos, como también a los prados, un estercolado que obra con fuerza y rapidez y cuyos efectos son sobre todo eficaces en los granos oleaginosos así como también para los cereales de otoño. El estercolado puede aún practicarse largo tiempo después de la siembra, si el suelo no es demasiado compacto o muy húmedo. Este mismo es un excelente medio para reforzar a las plantas nuevas cuando son débiles y enfermizas.
Sobre el suelo arenoso la majada no obra solamente por el estiércol, sino por lo que lo pisotea, lo que da más cuerpo al terreno. La utilidad de esta práctica es tan bien reconocida en Ardenas, que jamás se descuida de hacer pasar el ganado sobre las tierras sembradas, cuando las circunstancias lo permiten. Cuando la majada obra en una tierra aún no sembrada, es necesario cubrir sin tardanza el abono del carnero por una labranza superficial. Mientras más calor hace, más es preciso apresurar ésta.

### Estiércol de caballo

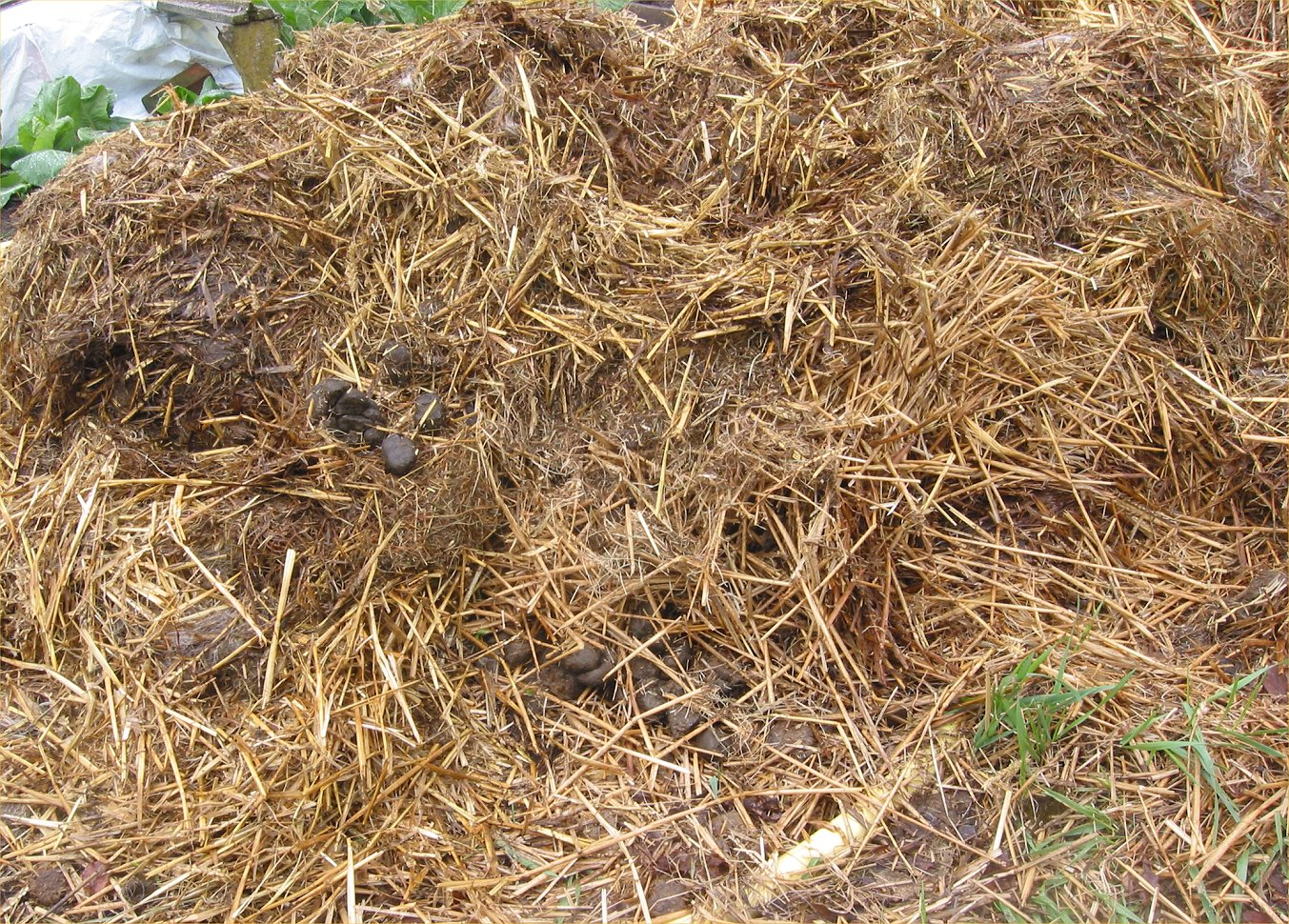
Estiércol de caballo.

El estiércol de caballo, muy pajoso, obra más pronto que el del carnero, pero sus efectos son aún menos durables que los de este último. El estiércol de caballo conviene particularmente a los terrenos fríos y pegajosos. Es menos útil a los suelos ligeros y arenosos. Este estiércol entra muy fácilmente en fermentación. Es necesario regarlo continuamente para que no se consuma por su propio calor. Su naturaleza ardiente lo hace emplear muchas veces en establecimiento de los criaderos. Una práctica muy ventajosa es la de mezclarlo con el estiércol de carnero y de cerdo. Se le hace perder de esta suerte una buena parte de las tendencias que tiene a quemarse. El mejor consejo que se puede seguir en el caso de poner aparte el estiércol del caballo es cubrirlo de tiempo en tiempo con una capa de tierra. La bondad de este estiércol depende igualmente del género de alimentación de estos animales.

### Estiércol de cerdo

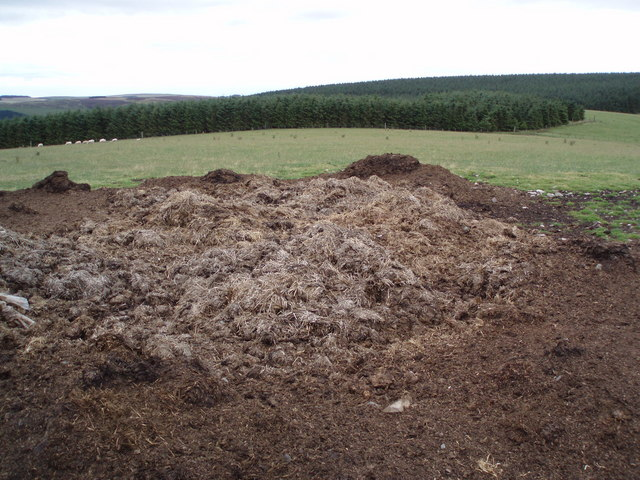
Estiércol de cerdo.

El alimento casi siempre acuoso que se da al puerco hace igualmente su estiércol muy aguanoso. Por este motivo, se le clasifica entre los abonos frescos. Los puercos alimentados con granos, papas, bellotas, etc., producen mejor estiércol que los que no reciben sino las sobras de la cocina. Como se da ordinariamente a los puercos las sobras de la limpia de los granos que encierran siempre simientes de malezas cuya facilidad germinativa no se pierde fácilmente, el estiércol que proviene de ellas parece convenir mejor a las praderas que a los campos cultivados.

### Estiércol de aves
Los pichones y gallinas se alimentan ordinariamente de granos. El estiércol de pichón es un abono muy codiciado gracias a sus propiedades para fertilizar plantas y suelos. Las gallinas comen también insectos y lombrices, lo que hace que los excrementos de estas aves constituyan uno de los estiércoles más activos cuyos efectos son prontos y útiles a toda especie de cosecha. Se le emplea en polvo después de haberlo dejado primeramente secar al aire o en un sitio cubierto y aireado. El abono conviene a las tierras frías y húmedas más que a los suelos ligeros. La palomina, a causa de sus efectos fertilizantes, merece ser recogida con mucho cuidado. Sería muy ventajoso volver a cubrir de tiempo en tiempo la superficie de los palomares y gallineros con una capa de tierra seca o de paja picada, práctica que contribuirá a aumentar la cantidad y la bondad de este estiércol. Los excrementos de los gansos y de los patos tienen poco valor. Se puede decir que aunque el estiércol fresco de estos animales es a veces nocivo a las plantas; en las praderas naturales, por ejemplo, hace desaparecer toda la buena vegetación y cuando más sobreviven algunas malezas.